# BlackBerry Limited
BlackBerry Limited (antes Research In Motion Limited o RIM) TSX: BB, NASDAQ: BBRY es una compañía canadiense de dispositivos inalámbricos más conocido como el fabricante y promotor del desaparecido dispositivo de comunicación de mano BlackBerry.
BlackBerry tiene su sede en Waterloo, Ontario, además de oficinas en Norteamérica, Europa y la región de Asia y el Pacífico.
BlackBerry desarrolla su propio software para sus dispositivos, usando C++, C y la tecnología Java. RIM también ha desarrollado y vendido componentes incorporados para datos inalámbricos.

## Historia de Research in Motion
Los principios de Research In Motion como desarrollador se dieron en 1995 con el financiamiento de cinco millones de dólares canadienses por parte de instituciones canadienses de capital.
Antes de la fabricación de los dispositivos Blackberry, RIM trabajó con la empresa RAM Mobile Data y con Ericcson para desarrollar una red de datos inalámbrica llamada Mobitex, con características como paginación dual y sistema inalámbrico de correo electrónico. Algo fundamental en este desarrollo fue la liberación del paginador de datos Inter@ctive pager 950 cuyo lanzamiento se dio en agosto del año 2000. Con el tamaño de una barra de jabón este dispositivo competiría con Skytel desarrollado por Motorola y que era también un sistema de datos dual o de doble vía.
Desde entonces, RIM ha actualizado y lanzado al mercado internacional una gran variedad de dispositivos que se ejecutan sobre redes GSM, CDMA, iDEN de Motorola y recientemente redes HSDPA, UMTS, EDGE, 3G y LTE 4G. La ubicación de dispositivos como los BlackBerry en el entorno corporativo y el uso compulsivo de su capacidad para el envío y recepción en tiempo real de correo electrónico le ha ganado el apodo de «Crackberry» ya que los usuarios sienten que no pueden vivir sin estos.
El 23 de enero de 2012 la empresa anunció la designación de Thorsten Heins como presidente y consejero delegado de la empresa, relegando a un segundo plano a Mike Lazaridis y Jim Balsillie, quienes durante veinte años habían conservado el control de la organización.
En marzo de 2012 anunció su retirada del mercado de consumo, al anunciar perdidas por valor de ciento veinticinco millones de dólares. Estas perdidas le han llevado a organizar un plan de reestructuración con el que pretende ahorrar mil millones de dólares en un año. Este plan incluye el despido de dos mil empleados de los diecieséis mil quinientos con los que cuenta la compañía.

## De Research In Motion a Blackberry
El 30 de enero de 2013, en la presentación de la nueva gama de dispositivos y sistema operativo Blackberry 10 el CEO de RIM, Thorsten Heins, anunció que la empresa cambiaría de nombre a Blackberry, cuya vigencia entraría el 4 de febrero de 2013 al abrir el mercado de valores (TSX: BB, NASDAQ: BBRY).
Acompañando a la noticia, Heins destacó que uno de los motivos por los cuales la RIM cambiaría de nombre sería que en todo el mundo la compañía es conocida por el nombre de su dispositivo y no por la empresa que lo fabrica. Sólo se vinculaba directamente RIM a Blackberry en los Estados Unidos; uniendo así, el nombre de la empresa con el nombre de su dispositivo insignia. El CEO abrió el evento de presentación agradeciendo a los empleados por participar en la nueva etapa de la compañía, y sentenció: «Desde este momento somos BlackBerry. Una marca, una promesa. Nuestros clientes usan BlackBerry, nuestros empleados trabajan para BlackBerry y nuestros inversores son dueños de BlackBerry».
El cambio de nombre no sólo significa el renombramiento de RIM, sino que involucra una nueva era, un nuevo modo de pensar, una nueva forma de encarar el futuro. Este cambio representa una reestructuración completa, y como dijo Thorsten Heins: «Este es uno de los más grandes lanzamientos en nuestra industria, y hoy, el lanzamiento, no representa una línea de llegada, si no la del inicio, dándole un enfoque de innovación».